# Nolina brittoniana
Espèce
Nolina brittoniana est une espèce végétale de la famille des Asparagaceae. Cette plante pousse dans le centre de la Floride, aux États-Unis, sur sol sablonneux. Elle est considérée comme une espèce en danger par United States Fish and Wildlife Service

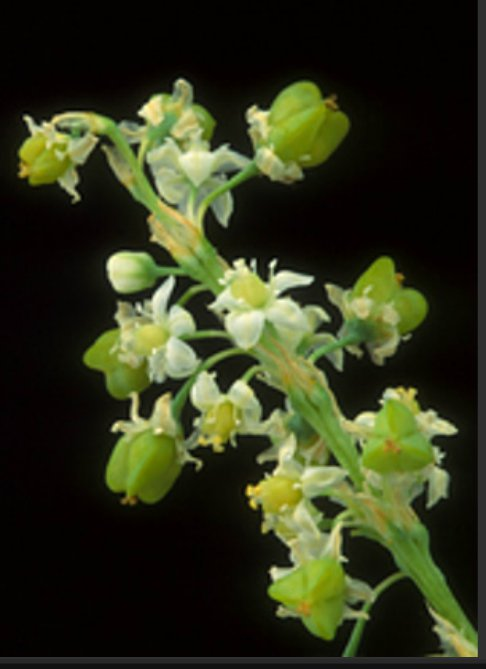
Gros plan de l'inflorescence de Nolina brittoniana